# Кійпсаарський маяк
Кійпса́арський мая́к (ест. Kiipsaare tuletorn) — навігаційна споруда в Естонії, розташована на півострові Харілайд, що на західному узбережжі острова Сааремаа. Збудована в 1933 році. Свою назву отримала від найближчого до неї мису Кійпсааре. Наразі не діє, але завдяки особливому нахилу належить до об'єктів туризму.

## Історія

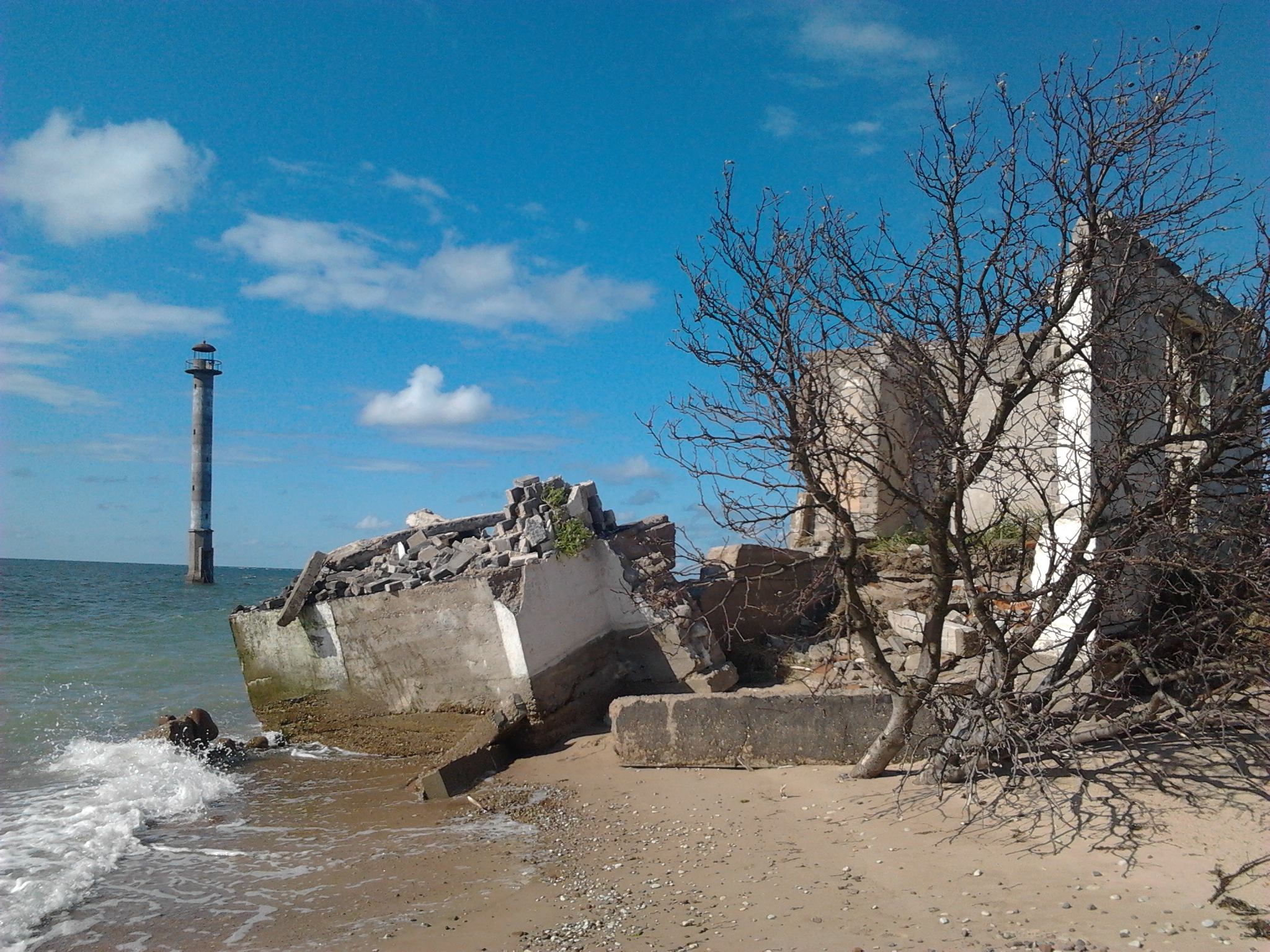
Руїни будинку наглядача Кійпсаарського маяка.

Північно-західний кінець півострова Харілайд, що далеко видається в море, являв небезпеку для судноплавства, тому в часи Першої світової війни на мисі Ундва спорудили денний знак заввишки 25 м. Ця споруда була конічною, в 1925 році її обладнали ацетиленовою (карбідною) лампою. Однак згодом Морська адміністрація Естонії визнала необхідність побудови маяка на іншому березі затоки Уудепанга. Так 1933 року на мисі Кійпсааре з'явилася нова навігаційна вежа. Над її спорудженням працювали архітектори Максиміліан Арронет і Отто де Фріс, це був їхній останній навігаційний проект. Першим інженером-наглядачем Кійпсаарського маяка став Армас Луідже. Після зведення маяка на мисі Кійпсаааре старий маяк Ундве був погашений, а 1937 року знесений.
Поблизу нового маяка у період з 1937 по 1940 рік звели житлову кам'яницю, господарську будівлю і колодязь. Маяк пропрацював безперешкодно до 1992 року, коли його загасили. До 2009 року він все ще виконував роль денного знаку, після чого усі навігаційні елементи з нього зняли, а споруду визнали аварійною через сильний нахил основи і видалили з навігаційного регістру, де вона значилась під № 921. До цього часу були покинуті та напівзруйновані також і будівлі поруч з маяком.

## Опис

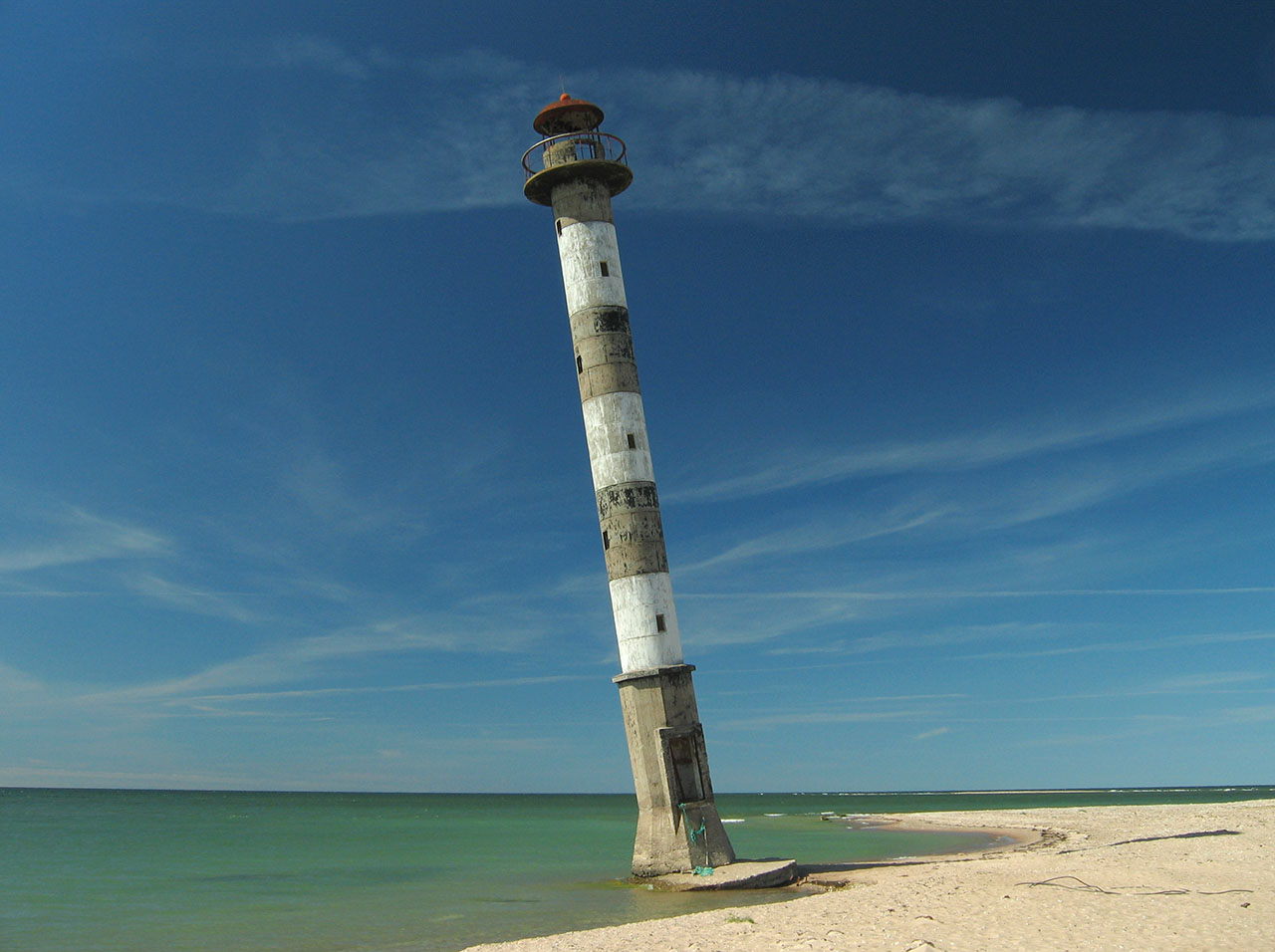
Кійпсаарський маяк у найбільш похилому стані, який він мав 2006 року.

Кійпсаарський маяк являє собою круглу залізобетонну вежу заввишки 25 м. Його башта споруджена на круглій низькій основі, пофарбована горизонтальними білими і чорними смугами, на верхівці має балкон і ліхтар, дах над яким спочатку був пофарбований чорним, а згодом — червоним. У башті є віконця для освітлення внутрішніх сходів. Коли Кійпсаарський маяк був у робочому стані, висота ліхтаря з поворотним стовпом становила 27 м над рівнем моря, а відстань видимості світла дорівнювала 12 морським милям.
Опис цієї споруди неповний без зазначення особливостей її розташування. По-перше, півострів Харілайд, на якому розташований маяк, через підняття дна Балтійського моря, а також під дією штормів постійно змінює свої обриси. Тому на час побудови Кійпсаарський маяк знаходився за 100—150 м від берегової лінії, в 1950-х роках опинився вже у центрі півострова за 200 м від узбережжя, а з 1990-х років знаходиться на прибережному мілководді на відстані 25 м від берега і на глибині 1,5 м. Окрім видимих топографічних змін Кійпсаарський маяк завдячує бурхливому морю ще й своїм визначним нахилом. У 1990 році шторми вимили пісок з-під основи маяку, але тільки з боку, зверненого до моря. Внаслідок цього споруда почала нахилятися. Найбільшим її нахил був приблизно у 2006 році, коли він становив 8—9°. Однак після цього через підняття дна моря і вимивання піску вже з іншого боку маяк почав вирівнювати своє положення і вже у 2008 році його нахил не перевищував 1°.

## Значення
Серед навігаційних споруд Кійпсаарський маяк визнаний однією з найбільш невдалих. Тим не менш саме завдяки своєму нахилу і розташуванню у мальовничій місцевості він залишається популярним об'єктом туризму. Кійпсаарський маяк належить до видатних пам'яток національного парку Вільсанді, в межах якого знаходиться сьогодні, неофіційно його називають «пізанським» (за подібність до Пізанської вежі).
Крім свого зовнішнього вигляду Кійпсаарський маяк відомий як невдалий об'єкт приватизації. Він також фігурує в художньому фільмі Сулева Кеедуса «Сомнамбула».